# Christa Kinshofer
Christa Kinshofer (Múnich, 24 de enero de 1961) es una deportista alemana que compitió para la RFA en esquí alpino.

## Trayectoria
Participó en dos Juegos Olímpicos de Invierno, obteniendo en total tres medallas, plata en Lake Placid 1980, en la prueba de eslalon, y dos en Calgary 1988, plata en eslalon gigante y bronce en eslalon
Ganó una medalla de plata en el Campeonato Mundial de Esquí Alpino de 1980, en la prueba de eslalon. En la Copa del Mundo consiguió siete victorias y diecisiete podios en total.
En 1980 fue galardonada con la Silbernes Lorbeerblatt. Fue elegida «Deportistra femenina del año» en su país en 1979.
Después de retirarse de la competición en 1988, se dedicó a organizar eventos de esquí y golf. Dirige un centro de esquí en Bad Wiessee y una clínica para deportistas en Múnich.

## Palmarés internacional
| Juegos Olímpicos   | Juegos Olímpicos             | Juegos Olímpicos  | Juegos Olímpicos |
| Año                | Lugar                        | Medalla           | Prueba           |
| ------------------ | ---------------------------- | ----------------- | ---------------- |
| 1980               | Lake Placid (Estados Unidos) | Medalla de plata  | Eslalon          |
| 1988               | Calgary (Canadá)             | Medalla de plata  | Eslalon gigante  |
| 1988               | Calgary (Canadá)             | Medalla de bronce | Eslalon          |
| Campeonato Mundial |                              |                   |                  |
| Año                | Lugar                        | Medalla           | Prueba           |
| 1980               | Lake Placid (Estados Unidos) | Medalla de plata  | Eslalon          |